# Acraea abadima
Acraea abadima är en fjärilsart som beskrevs av Ribbe 1889. Acraea abadima ingår i släktet Acraea och familjen praktfjärilar. Inga underarter finns listade i Catalogue of Life.